# Cavariella longicauda
Cavariella longicauda är en insektsart. Cavariella longicauda ingår i släktet Cavariella och familjen långrörsbladlöss. Inga underarter finns listade i Catalogue of Life.